# Pedro José Campos
Pedro José Campos fue un militar y político argentino que, con el grado de teniente coronel, asumió el cargo de  gobernador de la Provincia de Mendoza en febrero de 1820. Fue el primer mandatario de la provincia de Mendoza elegido por voto, desde el desmembramiento de las tres provincias de Cuyo. Se encuentra entre los gobernadores preconstitucionales hasta la creación de la constitución provincial en 1856.
| Precedido por: José C. Benegas | Gobernador de la Provincia de Mendoza 1820 | Sucedido por: José C. Benegas |

- Datos: Q2893938